# 长辛店娘娘宫
长辛店娘娘宫，位于北京市丰台区长辛店街道长辛店大街145号长辛店第一小学校园内，是一座道教宫观。2013年作为“工人夜班通俗学校旧址”被列为第七批全国重点文物保护单位。

## 简介
娘娘宫地处长辛店大街中部路西，位于长辛店大街145号的长辛店第一小学内。娘娘宫建于清朝。早年由道士看管，每年农历四月初九至四月十一日举办庙会，庙会期间香火很盛，信众进香求子，捐钱唱戏。娘娘宫坐西朝东，临街曾经有高大的门楼，门额上刻有娘娘宫的石匾，门内是大院，院子西面是高大的正殿，正殿前设有月台，南北各有配殿。

## 历史
1919年五四运动之后，长辛店的铁路工人曾在此开办一所工人夜班通俗学校，邓中夏率领的北京大学平民教育讲演团常来该校宣传讲演。1922年8月罢工以及1923年二七大罢工都曾在这里召开大会。
1949年中华人民共和国成立后，门楼和正殿因为坍塌而被拆除，1988年南配殿因为损坏严重也被拆除，如今仅存北配殿五间。
2013年，娘娘宫以“工人夜班通俗学校旧址”之名，作为长辛店“二七”大罢工旧址中的一项，被列为第七批全国重点文物保护单位。